# Grammy Latino de Melhor Álbum de Cantor-Compositor
O Grammy Latino de Melhor Álbum de Cantor-Compositor é uma das categorias apresentadas Academia Latina da Gravação no Grammy Latino, uma cerimônia que reconhece "excelência e contribuição de artistas à música latina internacionalmente". De acordo com a organização, a categoria é concedida a "artistas solo ou grupos que componham e interpretem pelo menos 75% de um álbum de estúdio". Os álbuns ao vivo são elegíveis para a categoria caso contenham pelo menos 51% de material inédito até o período de seleção dos indicados. 
O prêmio de Melhor Álbum de Cantor-Compositor foi concedido primeiramente à cantora e compositora colombiana Soraya, em 2004, pela excelência de seu álbum epônimo de 2003. O brasileiro Caetano Veloso e o peruano Gian Marco são os maiores vencedores desta categoria, com quatro prêmios cada um. O guatemalteco Ricardo Arjona, por sua vez, possui cinco indicações sem nenhuma vitória. Em 2011, houve um empate pela primeira vez na história do prêmio, quando Gian Marco e Amaury Gutiérrez venceram a categoria.

## Vencedores e indicados
| Ano  | Vencedor         | Álbum                      | Indicados | Ref.   |
| ---- | ---------------- | -------------------------- | --- | ------ |

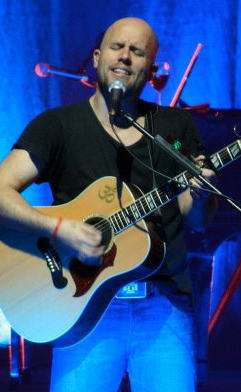
Gian Marco, vencedor em 2005, 2011 e 2012.

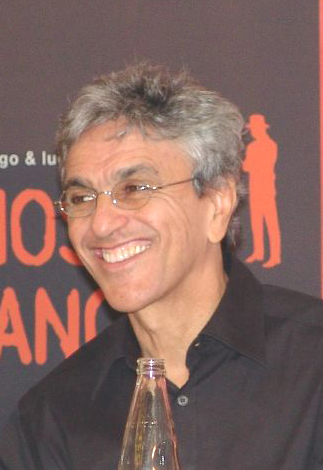
Caetano Veloso, vencedor em 2007, 2009 e 2013.

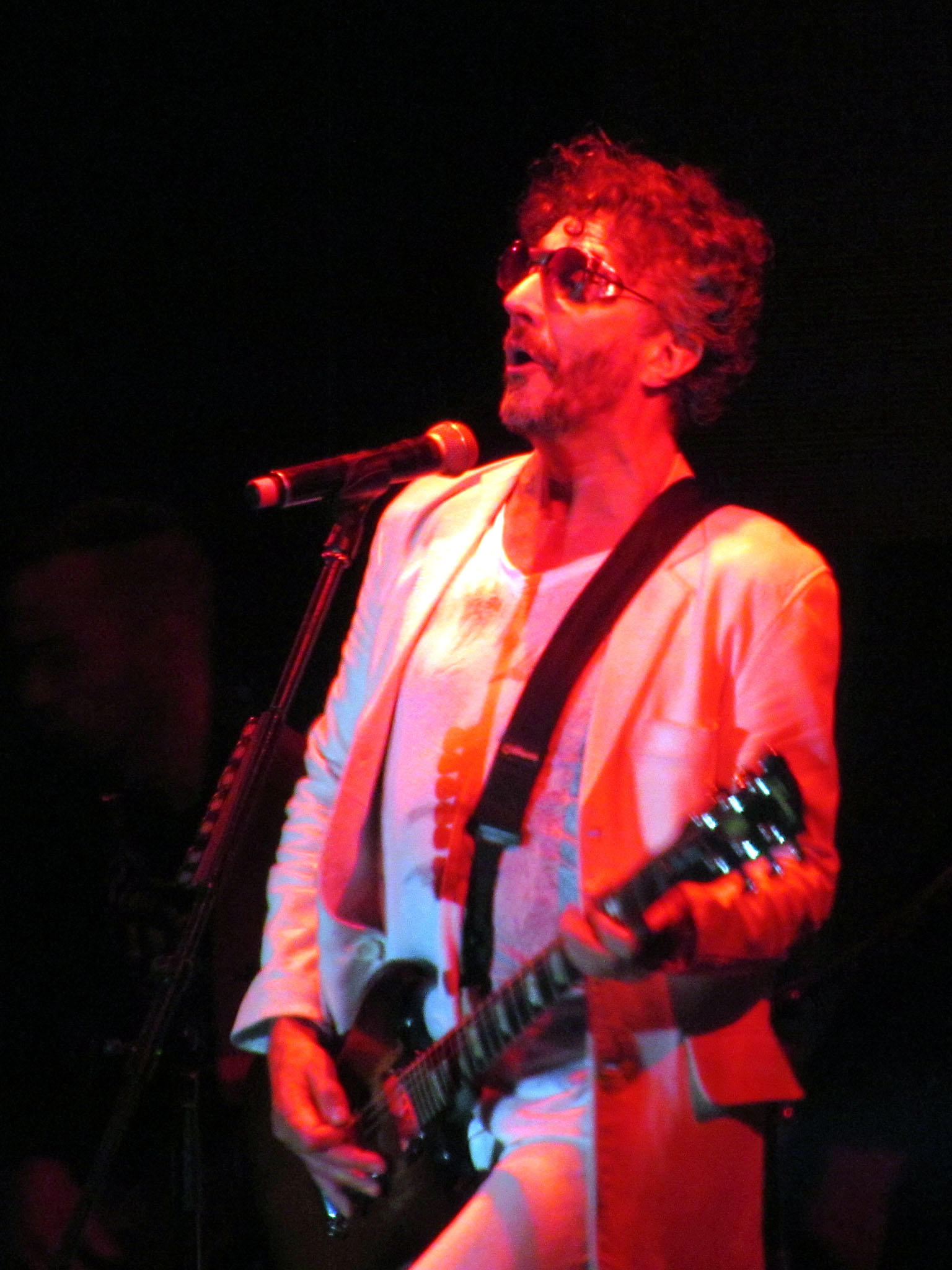
O argentino Fito Páez, vencedor em 2008.

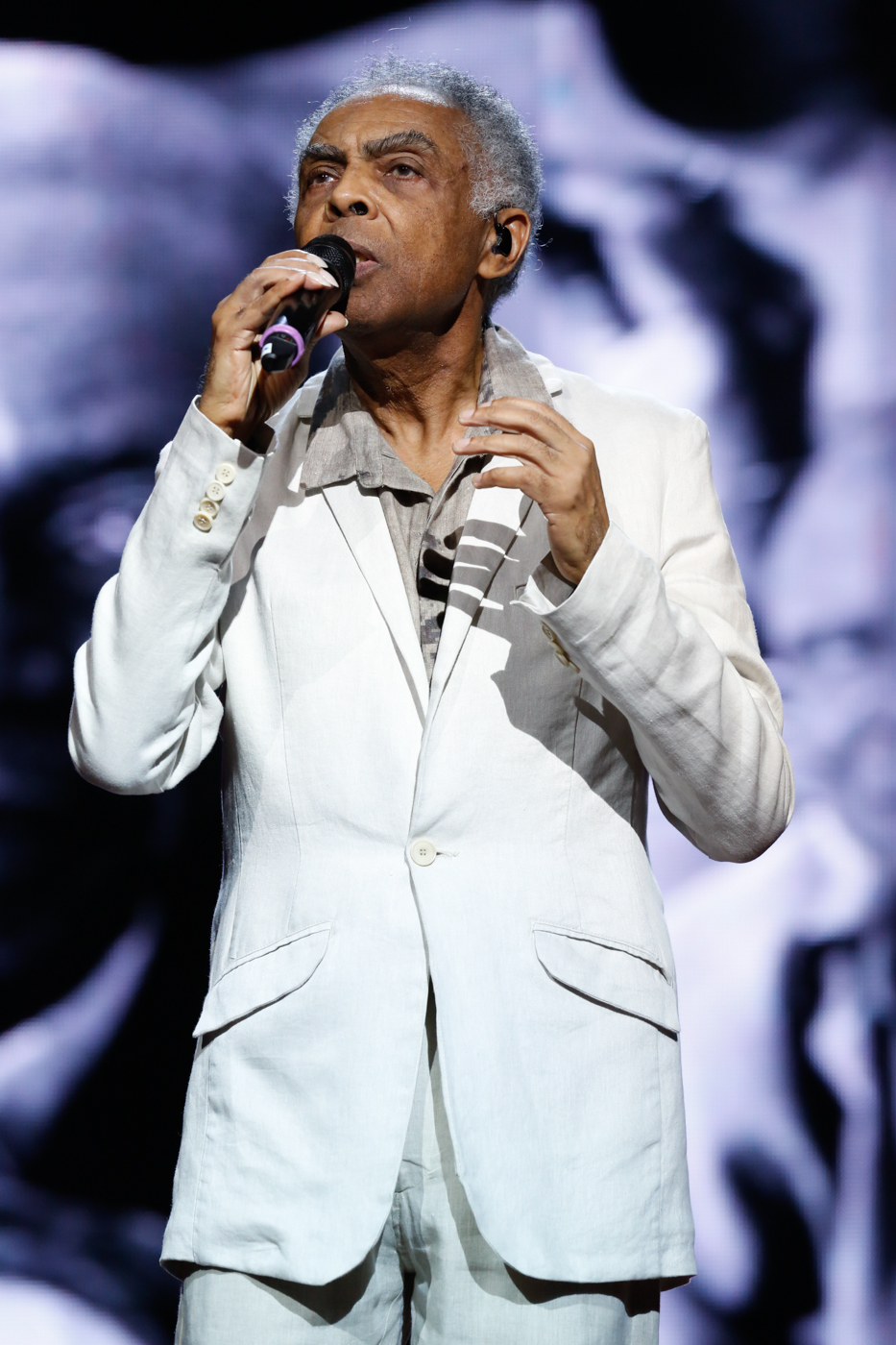
Gilberto Gil, indicado ao prêmio em 2008.

| 2004 | Soraya           | Soraya                     | - Juan Gabriel – Inocente de Ti - León Gieco – El Vivo de León - Alejandro Lerner – Bien Viaje - Joan Sebastian – Que Amarren a Cúpido - Joan Manuel Serrat – Serrat Sinfónico | [ 1 ]  |
| 2005 | Gian Marco       | Resucitar                  | - Djavan – Vaidade - Pedro Guerra – Bolsillos - Kevin Johansen – City Zen - Vicentico – Los Rayos                                                                              | [ 2 ]  |
| 2006 | Pablo Milanés    | Como un Campo de Maíz      | - Chico Buarque – Carioca - León Gieco – Por Favor, Perdón y Gracias - Ivan Lins – Acariocando - Joaquín Sabina – Alivio de Luto                                               | [ 3 ]  |
| 2007 | Caetano Veloso   | cê                         | - Jorge Drexler – 12 Segundos de Oscuridad - Amaury Gutiérrez – Pedazos de Mi - José Luis Perales – Navegando Por Ti - Silvio Rodríguez – Érase Que Se Era                     | [ 4 ]  |
| 2008 | Fito Páez        | Rodolfo                    | - Djavan – Matizes - Gilberto Gil – Banda Larga Cordel - Pablo Milanés – Regalo - Tommy Torres – Tarde o Temprano                                                              | [ 5 ]  |
| 2009 | Caetano Veloso   | Zii e Zie                  | - Ricardo Arjona – 5to Piso - Franco De Vita – Simplemente la Verdad - Rosana – A Las Buenas y a las Malas - Tom Zé – Estudando A Bossa – Nordeste Plaza                       | [ 6 ]  |
| 2010 | Rubén Blades     | Cantares del Subdesarrollo | - Santiago Cruz – Cruce de Caminos - Jorge Drexler – Amar la Trama - Maria Gadú – Maria Gadú - Pavel Nuñez – El Tiempo del Viento - Silvio Rodríguez – Segunda Cita            | [ 7 ]  |
| 2011 | Amaury Gutiérrez | Sesiones Intimas           | - Ricardo Arjona – Poquita Ropa - Carlinhos Brown – Diminuto - Alberto Cortéz – Tener en Cuenta                                                                                | [ 8 ]  |
| 2011 | Gian Marco       | Días Nuevos                | - Ricardo Arjona – Poquita Ropa - Carlinhos Brown – Diminuto - Alberto Cortéz – Tener en Cuenta                                                                                | [ 8 ]  |
| 2012 | Gian Marco       | 20 Años                    | - Ricardo Arjona – Independiente - Chico Buarque – Chico - José Luis Perales – Calle Soledad - Rosana – ¡¡Buenos Días, Mundo!!                                                 | [ 9 ]  |
| 2013 | Caetano Veloso   | Abraçaço                   | - Andrea Echeverri – Ruiseñora - Kany García – Kany García - Tommy Torres – 12 Historias - Yordano – Sueños Clandestinos                                                       | [ 10 ] |
| 2014 | Jorge Drexler    | Bailar en la Cueva         | - Ricardo Arjona — Viaje - Andrés Calamaro — Bohemio - Pablo Milanés — Renacimiento - Rosana — 8 Lunas                                                                         | [ 11 ] |
| 2015 | Alex Cuba        | Healer                     | - Santiago Cruz — Equilibrio - Leonel García — Amor Futuro - Marta Gómez — Este Instante - Gian Marco — #Libre                                                                 | [ 12 ] |
| 2016 | Manuel Medrano   | Manuel Medrano             | - Francisco Céspedes — Todavía - Djavan — Vidas Pra Contar - Pedro Guerra — Arde Estocolmo - Kevin Johansen + The Nada — Mis Américas, Vol. 1/2 - Alejandro Lerner — Auténtico | [ 13 ] |